# Casa Maria Quintana
La casa Maria Quintana és un edifici situat al carrer del Clos de Sant Francesc, 51, del barri de Sarrià de Barcelona, declarat bé amb elements d'interès (categoria C).

## Història
Va ser construït el 1915 per l'arquitecte Eduard Mercader i Sacanella. Inicialment era un habitatge unifamiliar, però el 1994 va ser restaurat com a residència de les Germanes Hospitalàries de la Santa Creu, que gestionen la residència de la tercera edat que hi ha a l'avinguda Reina Elisenda i que connecta pel seu darrere amb aquest edifici. La reforma, feta en profunditat, tan sols ha mantingut les façanes del carrer i del pati, restaurant-les i pintant-les.

## Descripció
Edifici entre mitgeres, de planta baixa i dues plantes pis, amb la façana d'estil que es pot entendre com premodernista, amb detalls neogòtics. La galeria de l'última planta està formada per finestres corregudes i arcs de forma triangular, amb petites columnes. La coberta forma un gran voladís a manera d'aleró decorat amb ceràmica. A la planta primera, les finestres, aparellades, tenen uns arcs semicirculars suportats per una esbelta columna. Les finestres de la planta baixa tenen unes reixes de forja que s'integren molt bé amb les motllures de pedra que emmarquen les obertures.